# 킹디

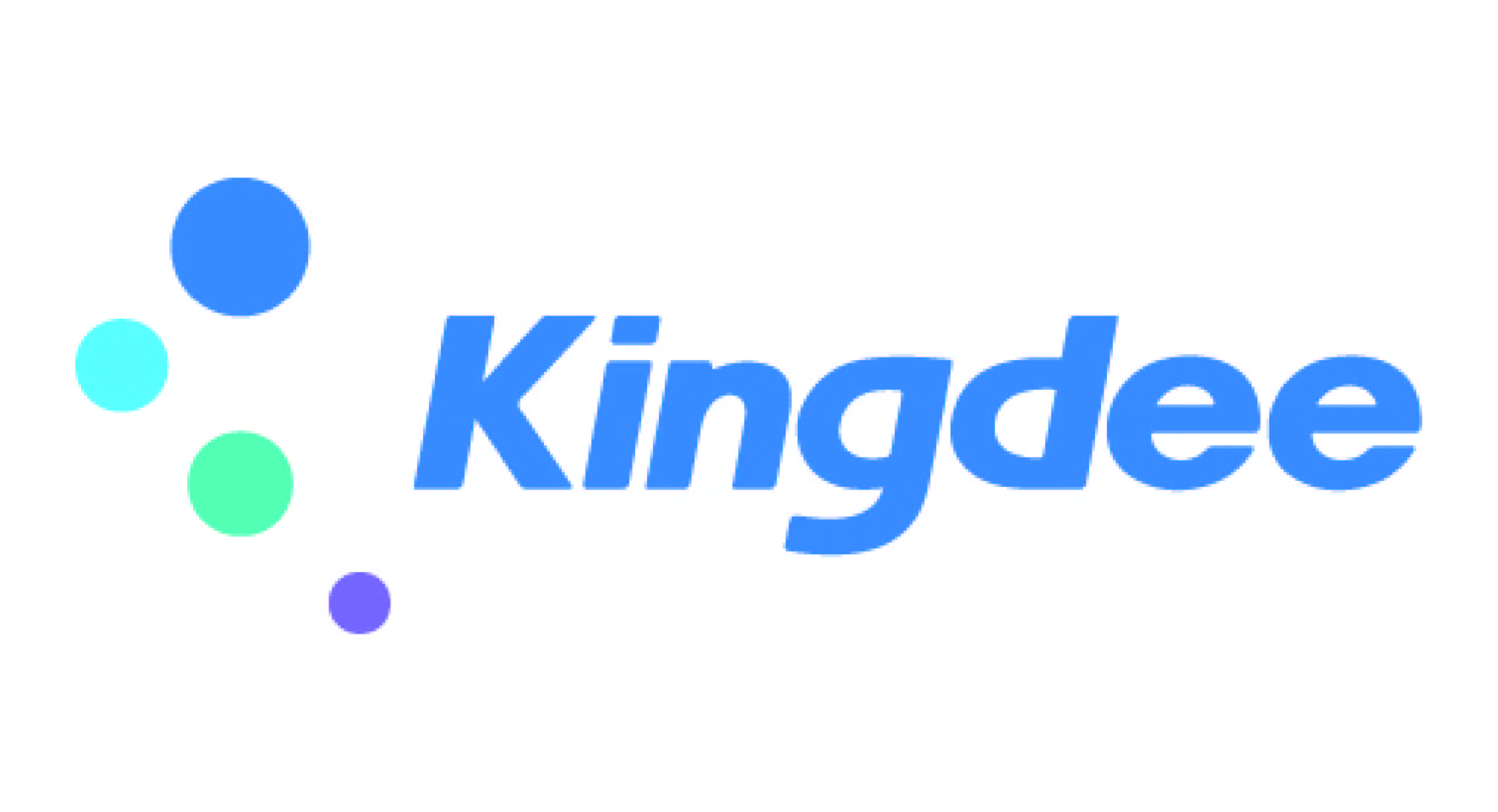
킹디 로고

킹디(Kingdee, 金蝶國際)는 중화인민공화국의 소프트웨어 회사로 홍콩 증권거래소에 상장되어 있다. 1993년 8월 8일 설립됐고 본사는 선전시에 있다.